# Ectotherme

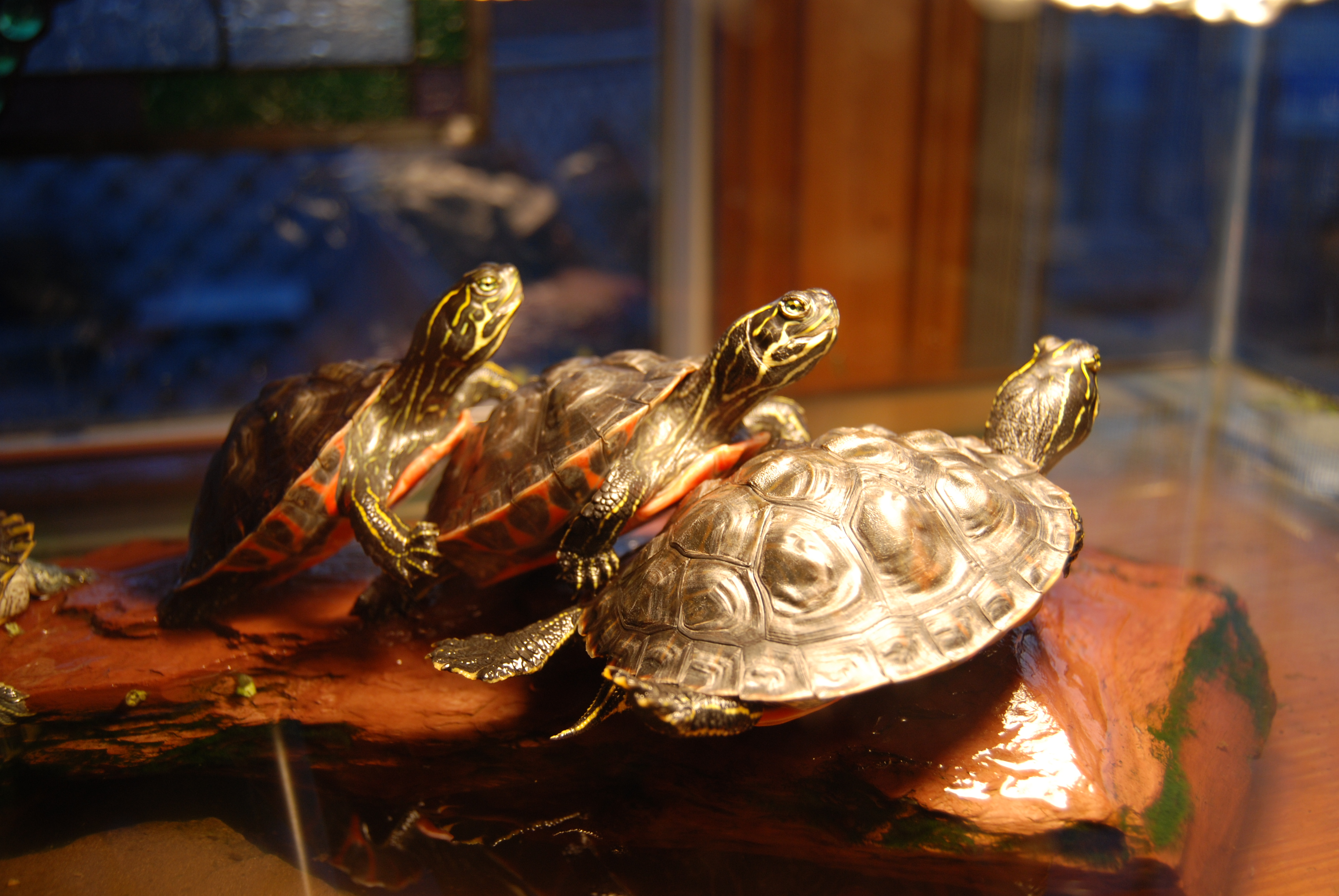
Les tortues Pseudemys sont des animaux ectothermes.

Les organismes ectothermes (du grec ancien, composé de ἐκτός, ektos (dehors) et de θερμός, thermos (chaud)) sont des organismes ne produisant pas ou peu de chaleur. C'est le cas notamment des insectes, des reptiles et des poissons. Ces organismes sont à opposer aux organismes endothermes qui, eux, produisent de la chaleur (les mammifères et les oiseaux par exemple).
La majorité des organismes ectothermes subissent des variations importantes de la température de leur corps. On parle alors d’organismes poïkilothermes. C'est le cas par exemple de nombreux serpents. Pour augmenter leur température, ces animaux doivent trouver des sources extérieures de chaleur, comme le rayonnement solaire par exemple.
Certains organismes, comme de nombreux poissons, vivent dans des milieux où la température est constante. Leur corps reste donc à température constante, proche de celle du milieu, sans nécessité de production de chaleur. Ces organismes sont dits ectothermes homéothermes.
D'autres organismes produisant peu de chaleur et donc qualifiés d'ectothermes sont suffisamment gros pour ne subir que faiblement l’influence du milieu extérieur. Leur température reste donc plutôt stable, ils sont donc également des animaux ectothermes homéothermes. On parle alors de gigantothermie.
Ils sont qualifiés à tort d'animaux « à sang froid » car leur température corporelle n'est pas forcément beaucoup plus basse selon les espèces, et en aucun cas systématiquement basse.

## Avantages/inconvénients

### Avantages
Du point de vue sélectif, l'ectothermie présente des avantages (ex : moins de besoins énergétiques) et des inconvénients (ex : vulnérabilité au grand froid et au gel) ou contraintes de reproduction ou d'incubation des œufs . Certains animaux ectothermes sédentaires (moules et huîtres par exemple) ont développé des moyens de se protéger contre la déshydratation et de nombreux prédateurs (la coquille). D'autres entrent en brumation ou estivation pour échapper aux effets du froid ou des grandes chaleurs estivales (certains escargots terrestres par exemple). D'autres encore, grâce à une bonne capacité de perception du rayonnement infrarouge et à des changements comportementaux, adaptent leur comportement et changent de lieu selon la température ambiante, en recherchant l'ombre ou au contraire le soleil selon leurs besoins. Les ectothermes vivant dans les déserts chauds ou glacés doivent trouver des moyens de réguler leur température sans utiliser d'eau ou en optimisant les effets de l'évapotranspiration.

### Inconvénients
Les caractéristiques décrites plus haut rendent aussi les animaux ectothermes plus vulnérables à la variabilité du climat et notamment au réchauffement climatique, soit en influençant trop le sexe-ratio, soit en accélérant la sénescence.
Pour beaucoup des espèces ectothermes, les stress thermiques sont des facteurs d'accélération de la sénescence ou de mortalité. Par exemple, l'étude récente (2021), par la technique de capture-marquage-recapture à long terme, de plusieurs populations d'amphibiens (de deux paires d'espèces d'anoures apparentées choisies dans deux familles ayant divergé il y a plus de 100 Ma : dans la famille des Ranidae (Rana luteiventris et Rana temporaria) et dans la famille des Bufonidae (Anaxyrus boreas et Bufo bufo) largement réparties dans l'hémisphère nord a montré que toutes ces espèces sont affectées par le dérèglement climatique. En outre, chez  R. luteiventris et A. boreas : ni les précipitations annuelles moyennes, ni l'empreinte environnementale humaine n'avaient d'effets significatifs sur les taux de sénescence ou la durée de vie. Par contre, les conditions thermiques de vie, en région tempérée, affectent le risque de mortalité par vieillissement précoce ; au risque de voir une accélération généralisée du vieillissement des amphibiens, déjà en fort déclin mondial.